# Nominalització
La nominalització o substantivació és un fenomen lingüístic que consisteix a obtenir noms o sintagmes nominals a partir d'altres classes de mots, sintagmes o frases a través d'un procediment morfològic o sintàctic. De fet, el procediment més habitual consisteix a afegir l'article definit masculí singular (de vegades, l'article indefinit o algun altre determinant) a allò que es vol nominalitzar: el perquè de tot plegat.
La gramàtica tradicional tracta sovint la nominalització dins el fenomen de l'habilitació o derivació impròpia, que consisteix a atribuir funcions noves a un mot. Per exemple, el nom propi Quixot (personatge novel·lesc) s'habilita com a nom comú a quixot (home emportat a empreses temeràries), o bé el nom abstracte amistat (=afecció d'una persona envers una altra) esdevé un nom comú a És una amistat duradora, la Marta.

## Tipus de nominalitzacions
- Noms a partir d'adjectius: Solen ser adjectius que denoten característiques humanes o el seu origen: home pobre → el pobre que dorm a la plaça major, noia catalana → la catalana que vas conèixer a Finlàndia.
- Noms a partir de preposicions o adverbis locatius: En català és un fenomen molt productiu: davant (preposició) la farmàcia → el davant de la farmàcia (nom: façana).
- Noms a partir de verbs: Els sufixos com -nt, -or, -ada, -ció o -ment poden formar substantius: caminar → caminant, treballar → treballador, passejar → passejada, traduir → traducció.

Algunes formes no personals del verb també poden nominalitzar-se:
- Infinitiu: l'esmorzar, el beure, el fumar, el somriure, el saber.
- Gerundi: els resultants, el terratinent.
- Participi: Ha estret (participi) els pantalons →El carrer estret (adjectiu) de Pla.